# Wiesław Goliat
Wiesław Goliat (ur. 29 sierpnia 1959, zm. 16 listopada 2024) – polski piłkarz ręczny, bramkarz, pięciokrotny mistrz Polski, reprezentant Polski.

## Kariera sportowa
W 1980 został brązowym medalistą mistrzostw Polski z Koroną Kielce. Od 1981 był zawodnikiem Wybrzeża Gdańsk, z którym zdobył pięć tytułów mistrza Polski (1984, 1985, 1986, 1987, 1988) i dwa tytuły wicemistrzowskie (1982, 1983). W latach 1989–1992 był zawodnikiem belgijskiej drużyny Olse Merksem HC i w 1992 zdobył z nią mistrzostwo Belgii.
W latach 1979–1992 wystąpił w 104 spotkaniach reprezentacji Polski, m.in. na mistrzostwach świata grupy "B" w 1985 (3. miejsce), 1987 (3. miejsce), 1989 (2. miejsce) i 1992 (11. miejsce) oraz mistrzostwach świata grupy "A" w 1990 (11. miejsce).
Jego żoną została była reprezentacyjna siatkarka Jadwiga Wojciechowska, córką jest reprezentantka Belgii w siatkówce Karolina Goliat.